# Dietrich Ottmar von Erwitte
Dietrich Ottmar von Erwitte († 17. September 1631 in der Schlacht von Breitenfeld) war ein kurbayerischer Generalwachtmeister während des Dreißigjährigen Krieges.

## Leben
Er entstammte dem alten westfälischen Adelsgeschlecht von Erwitte. Er war seit 1629 verheiratet mit Gertrud von Eller zu Oefte. Der gemeinsame Sohn war der spätere Abt von Werden Ferdinand von Erwitte.
Kurz nach Beginn des Dreißigjährigen Krieges war von Erwitte Oberstleutnant im Dienst von Pfalz-Neuburg und Stadthauptmann von Lippstadt. Im Namen der katholischen Liga erhielt er den Auftrag, eine Kavallerieeinheit aus 500 Soldaten zu Pferd anzuwerben. Als Oberst in bayerischen Diensten kämpfte von Erwitte als Kommandant eines Kavallerieregimentes unter Tilly. Er nahm am böhmischen Feldzug sowie an den Kämpfen gegen Peter Ernst II. von Mansfeld, Christian von Braunschweig, den Markgrafen von Baden sowie gegen Christian IV. von Dänemark teil. In der Schlacht am Barenberge bei Lutter kommandierte er vier Reiterregimenter auf dem linken Flügel im Heer der Liga.
In den verschiedenen Feldzügen war er häufig mit selbstständigen Kommandos betraut. Nachdem Truppen von Christian von Braunschweig beispielsweise zu Beginn des Jahres 1622 in die Stadt Geseke eingedrungen waren, wurden diese durch von Erwitte vertrieben. In der Folge hat er die Stadt verteidigt und überstand eine achttägige Belagerung. Als Erinnerung daran wird noch heute jedes Jahr die Lobetagsprozession in Geseke veranstaltet.
In der Schlacht von Breitenfeld kämpfte er im Range eines Generalwachtmeisters zu Roß und Kommandant der bayerischen Kavallerie unter Pappenheim gegen die Schweden. Er stand dabei auf dem linken von den Schweden stark bedrängten Flügel. Von Erwitte starb in dieser Schlacht.